# 全国学力・学習状況調査
全国学力・学習状況調査（ぜんこくがくりょく・がくしゅうじょうきょうちょうさ）は、文部科学省が日本全国で、小中学校最高学年の小学6年生と中学3年生全員を対象に、学力と学習状況の調査を目的に都道府県および市町村教育委員会の協力で実施する調査である。
全国学力調査、全国学力テストなど俗称され、2007年から毎年1回、学力検査と学習および生活環境のアンケート調査が実施される。
また、児童と生徒の体力と運動能力の調査に「全国体力・運動能力、運動習慣等調査」があり、全国学力調査と同じく対象学年の児童生徒全員を対象とする。

## 概要

### 全国学力・学習状況調査以前
全国規模の学力調査は、全国学力・学習状況調査が開始されるまで名前を変えて実施された。
終戦後に新教育で学力低下が社会問題とされ、1947年 - 1955年度には地方自治体を主体として、実態把握を目的に学力調査が実施された。
1956年から1966年まで、国は「全国中学校一斉学力調査」を計11回（略称「学テ」）実施した。1956年から1960年は学力の実態把握を目的に抽出式で、1961年から中学2年と3年生を対象に悉皆調査（全数調査）を実施した。これについては生徒の一部から反発が生じテストの拒否が生じたほか、教職員組合などが学校や地域間の競争が過熱するという理由で反対運動を展開。1964年に中止した。1965年から抽出調査に切り替えたが、1966年に、旭川学テ事件裁判の第一審で国による学力調査は違法と認定されたため、全面中止した。
1976年の最終審で学力調査が合法とされて以降、1982年から小中学生の一部を対象に「指導要領状況調査」として散発的に抽出調査を実施した。2002年から高校生の一部を対象に学力調査を再開した。

### 全国学力・学習状況調査の提案
2000年に、OECD加盟国が参加する「PISA」の調査が始まった。この調査の前後からゆとり教育による学力低下が問題視されたため、学力調査の復活が求められるようになる。2001年からは、「教育課程実施状況調査」が抽出で毎年行われるようになった。2003年には、2回目のPISAが実施され、各項目の日本の順位が大きく下がった（PISAショック）。ゆとり教育への批判も伴い、学力低下への対策に関心が集まることになる。
2004年11月2日、中山成彬文部科学大臣（当時）が小泉純一郎首相（当時）に対し、全国学力テストの復活を提案。同年11月4日には経済財政諮問会議（第27回会議）に臨時議員として出席し「子供のころから競い合い、お互いに切磋琢磨するといった意識を涵養する。また、一時はいろいろいわれたが、まさに大学全入の時代であるため、全国学力調査を実施する」と発言した。
2005年6月21日、政府は「経済財政運営と構造改革に関する基本方針2005」を閣議決定し、その中で「児童生徒の学力状況の把握・分析、これに基づく指導方法の改善・向上を図るため、全国的な学力調査の実施など適切な方策について、速やかに検討を進め、実施する」とした。2007年から、小中学校にとっては43年ぶりに悉皆調査（全数調査）の形で調査が復活した。

### 全国学力・学習状況調査のその後
2007年の初年度の調査では、公立・国立のすべての小中学校、私立小中学校の約6割が調査に参加した。特別支援学校は視覚・聴覚・肢体不自由・病弱系で、なおかつ知的に障害がない場合に限り実施した。なお、自治体によっては以前から独自に学力調査を行っているところもある。
2007年の再開当初は愛知県犬山市も参加を表明していたが、当時の教育委員長が市長や保護者の一部の参加意向を振り切り、「競争原理の導入になる」という理由で市立の全小中学校で参加を見送り、2年連続で参加ボイコットを強行した。2008年秋頃の犬山市議会で一部の議員から犬山市教育委員長の不信任決議案が提出され満場一致で可決当時の教育委員長を更迭し、別部署に配属していた市職員を新しい教育委員長に就任させた。こうして犬山市も2009年からは学力調査に参加し、初めて全国公立小中学校がそろって調査を受ける形となった。
しかし、2009年に政権交代した民主党は、支持母体の日教組のために翌2010年から抽出方式に試験を縮小させたため、2013年に自民党が悉皆方式に戻す前の抽出の対象ではなかった学校は、2015年には3年前との経年比較が不可能になる弊害が出た。

### オンライン化
2024年7月、文部科学省は2027年度から全面オンライン化（CBT）する方針であることを発表した。

## 全国学力・学習状況調査

### 目的
文部科学省が規定する全国学力調査の目的は以下の通りである。
1. 義務教育の機会均等とその水準の維持向上の観点から、全国的な児童生徒の学力や学習状況を把握・分析し、教育施策の成果と課題を検証し、その改善を図る。
2. 学校における児童生徒への教育指導の充実や学習状況の改善等に役立てる。
3. そのような取り組みを通じて、教育に関する継続的な検証改善サイクルを確立する。

### 管轄
- 文部科学省
- 国立教育政策研究所 教育課程研究センター - 教科に関する調査の問題やその解説資料の作成、調査結果の分析や報告書・授業アイディア例の作成等を担当[12]

### 調査形式
- 実施日は、毎年4月の第3もしくは第4火曜日とする。
- 生活習慣や学校環境に関する質問紙調査（児童生徒に対する調査，学校に対する調査）も同日に実施される。
- 時程は、自治体、学校によって若干ずれる（各校の1時限目開始時刻から始める）が、小学6年生の場合は5時限目まで（理科実施時のみは6時限目）、中学3年生の場合は6時限目（理科実施時のみ7時限目）で終了する。
- 算数・数学と国語と理科（2012年から、3年に1回）と英語（2018年に予備調査、2019年からオンライン上で実施）の4科目である。2018年度までは、算数・数学と国語では、それぞれ知識力を問う問題 (A) と知識活用力を問う問題 (B) の2種類に分かれていたが、2019年度から理科と英語と同様に統合された。
- 2007年の復活時には、小学6年生は記名式（中学3年生は番号式）だったため、個人情報の把握や漏洩の懸念の声があったため、文科省は急遽、特例として小学6年生でも番号式を認めた。2008年の調査では小学6年生も番号式に変更された。

## 歴史
- 1956年 - 全国の小中学生・高校生の一部を対象に始まる。以降1966年まで11年間実施される。
- 1961年 - 中学2・3年生は全員が対象となり、中学校の調査は悉皆実施となる。
- 1962年 - 高校生の学力調査がこの年を最後に中止となる。
- 1965年 - 学校や地域間の競争激化や教職員らの反対闘争によって、この年から中学生の学力調査が悉皆調査（全数調査）から抽出調査になる。
- 1966年 - 旭川学テ事件裁判で、旭川地方裁判所が国による学力調査は違法と認定。これにより学力調査そのものが同年を最後に中止となる。
- 1976年 - 旭川学テ事件の最終審で、最高裁判所が「本件学力調査には、手続上も実質上も違法はない」と認定。
- 1982年 - 全国の小中学生の一部を対象に「教育課程実施状況調査」という名で再開する。
- 1999年頃 - ゆとり教育により学力低下したのではないかと論争が起こる。
- 2002年 - 全国の高校生の一部を対象に再開する。
- 2003年 - OECDが行うPISA2003の結果が公表。日本の読解リテラシーの結果が2000年の522点から498点に下落。学力低下論争が加熱する。
- 2007年 - 学力低下の批判を受け、全国の小学6年生、中学3年生に悉皆調査（全数調査）を再開する（43年ぶり）。
- 2008年 - 橋下徹大阪府知事が、市町村別成績を公表。
- 2010年 - 約3割の抽出調査に調査方法を変更。抽出されなかった学校でも希望があれば、自主参加できる方式をとっており、約7割の学校が参加した[13]。
- 2011年 - 東日本大震災の影響で、この年の学力調査は中止となった。
- 2012年 - 理科が加わり3科目となる。参加率は前回から7.7ポイント増の81.2%となった[14]。
- 2013年 - ふたたび悉皆調査（全数調査）に復する。川勝平太静岡県知事が成績上位校の校長名を公表。
- 2015年 - 調査結果の高等学校入学試験への使用禁止が決まる。
- 2016年 - 熊本地震の影響で、熊本県の全小中学校と宮崎県と大分県の一部の学校で調査実施が中止となった[15]。
- 2017年 - 都道府県別・政令指定都市別の結果を、小数点以下第1位から整数値で提供するよう変更[16]。
- 2018年 - 136の中学校で英語予備調査を実施。対象となった136校のうち、15校で機器の不具合などのトラブルがあった[17]。
- 2019年 - 中学校英語「話すこと」調査をパソコン端末を用いて実施。算数・数学と国語の知識力を問う問題 (A) と知識活用力を問う問題 (B) を統合[18]。
- 2020年
  - 3月17日 - 新型コロナウイルスによる影響で全国のほとんどの小中学校が一斉休校しており、学校側の準備が間に合わない事情を踏まえて、4月16日に行う予定だった調査実施を一旦延期すると発表[19]。
  - 4月17日 - 臨時休校の長期化やその後に発令された緊急事態宣言などにより、今年度中の実施は困難として中止を発表[20]。
- 2021年 - 新型コロナウイルスの影響で、4月20日に行う予定だった調査実施を5月27日に延期[21]。学校行事などとの兼ね合いで同日にテストを行うことが不可能な場合の猶予措置についても特例として、1か月以内に延長する[21][22]。
- 2024年 - 令和6年能登半島地震の影響で、石川県輪島市での調査が中止。また実施前日に愛媛県と高知県で最大震度6弱を観測した地震が発生したことを受け、2県の一部の学校では後日実施予定[23]。

## 反対論

### 調査設計
現状の全国学力調査は、純粋な「学力調査」ではなく、「指導に役立つテスト」との側面がある。2つの目的の両立を測ろうとするあまり、制度設計において問題が生じている。例えば、純粋な学力調査という目的であれば、悉皆調査（全数調査）をする必要はなく抽出調査で目的を達成できるが、「指導に役立つテスト」の目的があるため悉皆調査（全数調査）になっている。根本的な制度設計の段階において、教育測定や社会調査の専門家の知見が活かされていないという批判がある。

#### 評価方法
全国学力調査では、生徒の学力を正答率（正答数）で評価している。時間的制約もあり問題数が少ないことから、調査によって得られる学力の解像度が低いことが問題となっている。例えば、OECDが行うPISAでは読解力を調べるために、100を超える設問を用意し、低学力層から高学力層に幅広く対応できる問題が揃っている。それに対し、全国学力調査では、小学校国語での問題数が14問、中学校数学の問題数が16問程度である。
また評価方法として、IRT（項目応答理論）などの統計学的テスト理論を用いていないことも問題点として挙げられている。各年度の問題の難易度は必然的に異なるため、単純な正答率（正答数）では学力を比較することはできない。IRTでは個々の問題の特性（難易度や識別力）を基に学力を統計的に評価できるため、いわゆる悪問などの影響を受けにくいという特徴がある。IRTは、前述のOECDが行うPISAや英語の調査TOEFLなどでも活用されているが、全国学力調査では活用されていない。

#### 悉皆調査（全数調査）
悉皆調査は一見、抽出調査より公平性があり得られる情報の精度が高く感じられるが、弊害が大きく、かえって情報の精度が低くなることが報告されている。特に全国学力調査では、自治体や学校の平均正答率を求められるため、関係者に不正を行う誘引が働く。例えば、東京都足立区のある区立小学校では2006年に実施された区の学力調査で、情緒障害のある児童3人の採点を無断に外したことが発覚した。また、各自治体では、全国学力調査の実施前に調査対策が行われるようになり、教員・児童・生徒の負担が大きくなるだけでなく、調査の公平性を損なっていることが指摘されている。
悉皆調査を行う際、問題の漏洩を防ぐため、同一受験日一斉実施を行う必要がある。実施に伴う負担が大きいことも指摘されている。また、採点・集計に時間がかかり、結果が5ヵ月後の9月に公開されることから、自治体の教育方針をすぐに反映できないという問題点がある。結果の分析、対策を立てたところで被試験者の卒業まで残り半年であり、調査を活かせないのではないかという指摘もある。

#### 結果公表
全国学力調査では、調査の結果を指導に役立てるという目的があるため、調査内容を全公開している。生徒の復習に役立てることはできるが、調査内容を公開しているため、来年度以降、経年比較用の問題を用いることができず、学力の経年変化を正しく測定することが不可能になっている。また、前述のように評価方法に問題があるにもかかわらず、結果が直接的な人事評価・学校評価に使われることとなり問題となっている。
文部科学省は、全国学力調査の結果を都道府県単位での公表に留めているが、学校ごとの成績公表は市区町村教育委員会に委ねるとしている。しかし、公開されたデータを基に、マスコミなどによって都道府県別の順位表が制作され、誤ったメッセージが伝えられていることが問題となっている。例えば、2018年度の小学国語Aの結果では、中間層において平均が1ポイント違う（有意差がない）だけで、順位が15位程度も変動することから、順位付けの指標は全くあてにならないことが考えられる。このように統計学的に正しくない考察がなされる原因になっている。
また、学力調査の結果である平均正答数や正答率といったものは、教育委員会や学校の指導力の要因よりも、SES（Socio-economic Status：保護者の学歴や年収など）の社会的要因によるものが大きいことが報告されている。全国学力学習状況調査では、SESとの関係を調べることなく、学力の実態を考察してしまっていることも問題点として挙げられる。
結果の公表について、保護者は賛成が多いが教育委員会は反対が多く、意識の乖離がみられる。2009年1月から2月にかけて行った意見調査では、市区の教育委員会の86.7%が「学校間の序列化や過度な競争につながる」「公表しなくても指導方法の改善に役立てることができる」などの理由で公表すべきでないと回答した一方、保護者は67.3%が「学校選択の基本情報」などの理由で公表すべきだとの考えであることが明らかとなった。
一方で、結果公表を積極的に行う自治体もある。教育への関心の高まりや情報公開の流れから保護者・地域住民の求めに応じざるを得ず、大阪府枚方市では市独自の学力調査の成績公開を求める裁判があり、大阪高等裁判所は公開をするよう判決した判例がある。また秋田県では、寺田典城県知事の独自判断で、2008年12月25日付で平成19年度及び20年度の調査の市町村別正答率を市町村名を含め公表した。

### 民間委託と個人情報
生活・学習環境の調査までされるにもかかわらず、教育産業に携わる企業への民間委託（小6はベネッセコーポレーション、中3は2007年度がNTTデータ、2008年度からは内田洋行が受託）に情報管理を任せていいのかという指摘がある。特にベネッセコーポレーションは教育に幅広く関わる企業であり、情報が利用・転用される可能性があることが指摘されている。2015年には大規模なベネッセ個人情報流出事件があり、委託先として適切かどうか疑問が持たれた。
これらのことに関連して、全国学力調査に疑問を持つ一部の保護者が賛同者を誘い、京都府京都市・京田辺市の小中学生9人（小学6年5人、中学3年4人）を申立人に立てて、プライバシーの侵害を理由に調査の取り止めを求める仮処分の申請を京都地方裁判所に行った。しかし、地裁で結論は調査当日までに出さず、事実上の却下となった。

### 政治的批判
全国学力調査には、日本教職員組合、日本共産党などが義務教育の段階で学力格差を広げるとして反対の姿勢を示している。1960年代に行われた「全国中学校一斉学力調査」のように、地域間での競争がエスカレートするのではないか、さらに予算配分まで学力調査の結果により行われるとして、成績で劣る学校には教育予算が減らされ、公共サービスの低下に繋がるのではないかと批判している。

### 中山成彬による論
学力調査復活当時の文部科学大臣中山成彬は、2008年に本調査の意義について「日教組の強いところは学力が低いのではないかと思ったから」と述べ、その証明が完了した以上、調査の役割は終わったとも述べた。
これに対し、朝日新聞は13道府県を対象に、日教組の組織率と学力調査の点数が共に高かった例（秋田県）や、組織率と学力調査の点数がともに低かった例を挙げて、組織率と学力の相関関係はうかがえないとしている。文部科学省の銭谷真美事務次官は「かつて一部地域で不適切な活動があり、是正指導をしたのは事実」と行き過ぎた組合活動があったことを認めた上で「組合の組織率が高くても低くても成績のよい県はある。（関連があると）一概には言えない」と省としての見解を示した。
これらの調査に対して産経新聞は、「日教組の強さを勝手に組織率に置き換えている」「日教組の組織率の高さと組合運動の強さが正比例しているわけではない。組織率が高くてもイデオロギー色が薄く互助組合のようなところもある」「日教組が強いとは、質の問題であり、イデオロギー色の強い活動をどれだけしていて、闘争的な組合員がどれだけ全体に影響を持っているかということであり、低学力地域には日教組が強い地域が多い」と反論した。

## 調査の内容

### 調査対象
小学校第6学年, 中学校第3学年（視覚障害系・聴覚障害系・肢体不自由系・病弱系の特別支援学校小学部・中学部も含む）

### 教科に関する調査
国語,　算数・数学, 理科（2012年度,2015年度，2018年度），英語（2019年度から）
- 2019年より以前は、国語と算数・数学に関して，A「主として「知識」に関する問題」，B「主として「活用」に関する問題」に冊子が分かれていたが，2019年度実施からは統合された。

### 生活習慣や学校環境に関する質問紙調査
- 児童生徒に対する調査
- 学校に対する調査

### 年度別実施状況
| 年度/項目 | 小学校実施科目 | 中学校実施科目 | 調査方式                                                                              | 備考                                                                         |
| --------- | -------------- | -------------- | ------------------------------------------------------------------------------------- | ---------------------------------------------------------------------------- |
| 2007      | 国語,算数      | 国語,数学      | 悉皆                                                                                  |                                                                              |
| 2008      | 国語,算数      | 国語,数学      | 悉皆                                                                                  |                                                                              |
| 2009      | 国語,算数      | 国語,数学      | 悉皆                                                                                  |                                                                              |
| 2010      | 国語,算数      | 国語,数学      | 抽出,希望利用                                                                         |                                                                              |
| 2011      | 国語,算数      | 国語,数学      | 抽出,希望利用                                                                         | 東日本大震災の影響で中止。                                                   |
| 2012      | 国語,算数,理科 | 国語,数学,理科 | 抽出,希望利用                                                                         |                                                                              |
| 2013      | 国語,算数      | 国語,数学      | 悉皆 きめこまかい調査 (抽出) (経年変化分析,保護者に対する調査,教育委員会に対する調査) |                                                                              |
| 2014      | 国語,算数      | 国語,数学      | 悉皆                                                                                  |                                                                              |
| 2015      | 国語,算数,理科 | 国語,数学,理科 | 悉皆                                                                                  |                                                                              |
| 2016      | 国語,算数      | 国語,数学      | 悉皆 きめこまかい調査 (抽出) (経年変化分析,保護者に対する調査,教育委員会に対する調査) | 熊本県熊本地方を震源とする地震の影響により一部の地域の実施は見送り。         |
| 2017      | 国語,算数      | 国語,数学      | 悉皆                                                                                  |                                                                              |
| 2018      | 国語,算数,理科 | 国語,数学,理科 | 悉皆                                                                                  | 英語予備調査を実施。                                                         |
| 2019      | 国語,算数      | 国語,数学,英語 | 悉皆                                                                                  | 算数・数学と国語の知識力を問う問題(A)と知識活用力を問う問題(B)が統合された。 |
| 2020      | 国語,算数      | 国語,数学      | 悉皆                                                                                  | 新型コロナウイルス感染症の影響で中止。                                       |
| 2021      | 国語,算数      | 国語,数学      | 悉皆                                                                                  |                                                                              |
| 2022      | 国語,算数,理科 | 国語,数学,理科 | 悉皆                                                                                  |                                                                              |
| 2023      | 国語,算数      | 国語,数学,英語 | 悉皆                                                                                  |                                                                              |
| 2024      | 国語,算数      | 国語,数学      | 悉皆                                                                                  |                                                                              |
| 2025      | 国語,算数,理科 | 国語,数学,理科 | 悉皆                                                                                  |                                                                              |

※「理科」の実施については「全国的な学力調査の在り方等の検討に関する専門家会議」において3年に1度程度とされる。
※「きめこまかい調査」の実施については「全国的な学力調査の在り方等の検討に関する専門家会議」について少なくとも数年に1度程度とされる。

### 委託業者
| 年度/区分 | A 小学校                 | B 中学校 (提携機関)                       | 備考                                                                 |
| --------- | ------------------------ | ----------------------------------------- | -------------------------------------------------------------------- |
| 2007      | ベネッセコーポレーション | エヌ・ティ・ティ・データ (教育測定研究所) |                                                                      |
| 2008      | ベネッセコーポレーション | 内田洋行 (教育測定研究所)                 |                                                                      |
| 2009      | ベネッセコーポレーション | 内田洋行 (教育測定研究所)                 |                                                                      |
| 2010      | ベネッセコーポレーション | 内田洋行 (教育測定研究所)                 |                                                                      |
| 2011      | ベネッセコーポレーション | 内田洋行 (教育測定研究所)                 | 東日本大震災の影響で中止。中学校準備事業は学校法人河合塾が受託。     |
| 2012      | ベネッセコーポレーション | 内田洋行 (教育測定研究所)                 |                                                                      |
| 2013      | ベネッセコーポレーション | 内田洋行 (教育測定研究所)                 |                                                                      |
| 2014      | ベネッセコーポレーション | 内田洋行 (教育測定研究所)                 |                                                                      |
| 2015      | ベネッセコーポレーション | JPメディアダイレクト                      |                                                                      |
| 2016      | ベネッセコーポレーション | 教育測定研究所                            | 熊本県熊本地方を震源とする地震の影響により一部の地域の実施は見送り。 |
| 2017      | ベネッセコーポレーション | 電通                                      |                                                                      |
| 2018      | 株式会社ラーンズ         | ベネッセコーポレーション                  |                                                                      |
| 2019      | 教育測定研究所           | 内田洋行                                  |                                                                      |
| 2020      | 教育測定研究所           | 内田洋行                                  | 新型コロナウイルス感染症の影響で中止。                               |
| 2021      | 教育測定研究所           | Z会                                       |                                                                      |
| 2022      | 教育測定研究所           | 内田洋行                                  |                                                                      |
| 2023      | Z会                      | 内田洋行                                  |                                                                      |
| 2024      | 内田洋行                 | 教育測定研究所                            |                                                                      |
| 2025      | Z会                      | 内田洋行                                  |                                                                      |

## 調査結果（正答率）

### 年度別平均
出典：文部科学省 全国的な学力調査（全国学力・学習状況調査等）調査結果

#### 小学校
| 年度/科目 | 国語   | 国語   | 算数   | 算数   | 理科   |
| 年度/科目 | A知識  | B活用  | A知識  | B活用  | 理科   |
| --------- | ------ | ------ | ------ | ------ | ------ |
| 2007      | 81.7   | 63.0   | 82.1   | 63.6   | 未実施 |
| 2008      | 65.6   | 50.7   | 72.3   | 51.8   | 未実施 |
| 2009      | 70.1   | 50.7   | 78.8   | 55.0   | 未実施 |
| 2010      | 83.5   | 78.0   | 74.4   | 49.6   | 未実施 |
| 2021      | 未実施 | 未実施 | 未実施 | 未実施 | 未実施 |
| 2012      | 81.7   | 55.8   | 73.5   | 59.2   | 61.1   |
| 2013      | 62.9   | 49.6   | 77.3   | 58.6   | 未実施 |
| 2014      | 73.1   | 55.6   | 78.2   | 58.4   | 未実施 |
| 2015      | 70.2   | 65.6   | 75.3   | 45.2   | 61.0   |
| 2016      | 73.0   | 58.0   | 77.8   | 47.4   | 未実施 |
| 2017      | 74.9   | 57.6   | 78.8   | 46.2   | 未実施 |
| 2018      | 70.9   | 54.8   | 63.7   | 51.7   | 60.4   |
| 2019      | 64.0   | 64.0   | 66.7   | 66.7   | 未実施 |
| 2020      | 未実施 | 未実施 | 未実施 | 未実施 | 未実施 |
| 2021      | 64.9   | 64.9   | 70.3   | 70.3   | 未実施 |
| 2022      | 65.8   | 65.8   | 63.3   | 63.3   | 63.4   |
| 2023      | 67.4   | 67.4   | 62.7   | 62.7   | 未実施 |
| 2024      | 67.8   | 67.8   | 63.6   | 63.6   | 未実施 |
| 年度/科目 | A知識  | B活用  | A知識  | B活用  | 理科   |
| 年度/科目 | 国語   | 国語   | 算数   | 算数   | 理科   |

| 年度/科目 | 国語A | 国語B | 算数A | 算数B |
| --------- | ----- | ----- | ----- | ----- |
| 2007      | 90.0  | 80.0  | 92.1  | 77.9  |
| 2008      | 81.6  | 69.3  | 84.6  | 68.0  |
| 2009      | 83.4  | 67.7  | 90.0  | 71.1  |

| 年度/科目 | 国語A | 国語B | 算数A | 算数B |
| --------- | ----- | ----- | ----- | ----- |
| 2007      | 81.7  | 62.0  | 82.1  | 63.6  |
| 2008      | 65.4  | 50.5  | 72.2  | 51.6  |
| 2009      | 69.9  | 50.5  | 78.7  | 54.8  |

| 年度/科目 | 国語A | 国語B | 算数A | 算数B |
| --------- | ----- | ----- | ----- | ----- |
| 2007      | 89.4  | 78.0  | 92.1  | 77.1  |
| 2008      | 81.6  | 67.0  | 84.4  | 65.7  |
| 2009      | 83.0  | 64.8  | 89.2  | 62.4  |

#### 中学校
| 年度/科目 | 国語   | 国語   | 数学   | 数学   | 理科   | 英語       | 英語   |
| 年度/科目 | A知識  | B活用  | A知識  | B活用  | 理科   | 聞・読・書 | 話     |
| --------- | ------ | ------ | ------ | ------ | ------ | ---------- | ------ |
| 2007      | 82.2   | 72.0   | 72.8   | 61.2   | 未実施 | 未実施     | 未実施 |
| 2008      | 74.1   | 61.5   | 63.9   | 50.0   | 未実施 | 未実施     | 未実施 |
| 2009      | 77.4   | 75.0   | 63.4   | 57.6   | 未実施 | 未実施     | 未実施 |
| 2010      | 76.1   | 66.5   | 66.1   | 45.2   | 未実施 | 未実施     | 未実施 |
| 2021      | 未実施 | 未実施 | 未実施 | 未実施 | 未実施 | 未実施     | 未実施 |
| 2012      | 76.1   | 64.2   | 63.6   | 51.1   | 52.1   | 未実施     | 未実施 |
| 2013      | 76.8   | 68.0   | 64.3   | 42.4   | 未実施 | 未実施     | 未実施 |
| 2014      | 79.8   | 51.6   | 67.9   | 60.5   | 未実施 | 未実施     | 未実施 |
| 2015      | 76.2   | 66.2   | 65.0   | 42.4   | 53.5   | 未実施     | 未実施 |
| 2016      | 76.0   | 67.1   | 62.8   | 44.8   | 未実施 | 未実施     | 未実施 |
| 2017      | 77.8   | 72.7   | 65.2   | 48.7   | 未実施 | 未実施     | 未実施 |
| 2018      | 76.4   | 61.7   | 66.6   | 47.6   | 66.5   | 未実施     | 未実施 |
| 2019      | 73.2   | 73.2   | 60.3   | 60.3   | 未実施 | 56.5       | 30.8   |
| 2020      | 未実施 | 未実施 | 未実施 | 未実施 | 未実施 | 未実施     | 未実施 |
| 2021      | 64.9   | 64.9   | 57.5   | 57.5   | 未実施 | 未実施     | 未実施 |
| 2022      | 69.3   | 69.3   | 52.0   | 52.0   | 49.7   | 未実施     | 未実施 |
| 2023      | 70.1   | 70.1   | 51.4   | 51.4   | 未実施 | 46.1       | 12.4   |
| 2024      | 58.4   | 58.4   | 53.0   | 53.0   | 未実施 | 未実施     | 未実施 |
| 年度/科目 | A知識  | B活用  | A知識  | B活用  | 理科   | 聞・読・書 | 話     |
| 年度/科目 | 国語   | 国語   | 数学   | 数学   | 理科   | 英語       | 英語   |

| 年度/科目 | 国語A | 国語B | 数学A | 数学B |
| --------- | ----- | ----- | ----- | ----- |
| 2007      | 91.6  | 89.0  | 91.1  | 83.5  |
| 2008      | 87.7  | 82.9  | 87.1  | 75.6  |
| 2009      | 90.7  | 91.0  | 86.3  | 82.9  |

| 年度/科目 | 国語A | 国語B | 数学A | 数学B |
| --------- | ----- | ----- | ----- | ----- |
| 2007      | 81.6  | 72.0  | 71.9  | 60.6  |
| 2008      | 73.6  | 60.8  | 63.1  | 49.2  |
| 2009      | 77.0  | 74.5  | 62.7  | 56.9  |

| 年度/科目 | 国語A | 国語B | 数学A | 数学B |
| --------- | ----- | ----- | ----- | ----- |
| 2007      | 89.5  | 84.0  | 86.4  | 77.6  |
| 2008      | 83.5  | 74.8  | 78.5  | 64.9  |
| 2009      | 87.0  | 86.3  | 78.1  | 73.2  |

### 都道府県別平均点数（2007年）
以下のものは、調査が開始された2007年度の結果である。小中とも、A科目は知識力を、B科目は知識活用力を問う出題であった。
調査結果については、文部科学省などで詳細な分析がなされている。

#### 小学校
文部科学省が発表した小学校6年生対象の調査結果（都道府県別正答率）は以下のとおり。

##### 小学国語A
- 86.1 - 秋田
- 85.0 - 青森、福井
- 84.4 - 鳥取
- 83.9 - 岩手、富山、香川
- 83.3 - 山形、石川、広島
- 82.8 - 東京、新潟、静岡、京都、熊本
- 82.2 - 福島、群馬、埼玉、千葉、長野、岐阜、奈良、愛媛、宮崎、鹿児島
- 81.7 - 栃木、山梨、兵庫、高知、福岡、全国平均、公立平均
- 81.1 - 茨城、神奈川、和歌山、島根、佐賀
- 80.6 - 宮城、愛知、三重、滋賀、岡山、山口、徳島、長崎
- 80.0 - 大分
- 79.4 - 北海道、大阪
- 76.7 - 沖縄

##### 小学国語B
- 69.0 - 秋田
- 68.0 - 香川
- 67.0 - 福井
- 66.0 - 青森、岩手、富山、東京、岐阜
- 65.0 - 広島、静岡
- 64.0 - 鳥取、山形、石川、新潟、京都、埼玉、千葉
- 63.0 - 長野、奈良、神奈川、全国平均
- 62.0 - 熊本、福島、群馬、愛媛、鹿児島、山梨、兵庫、島根、愛知、公立平均
- 61.0 - 栃木、茨城、宮城
- 60.0 - 宮崎、高知、福岡、三重、滋賀、岡山、山口
- 59.0 - 和歌山、佐賀、長崎、大分
- 58.0 - 徳島、北海道、大阪
- 53.0 - 沖縄

##### 小学算数A
- 88.4 - 秋田
- 86.8 - 福井
- 85.8 - 青森、富山
- 85.3 - 香川、京都
- 84.7 - 広島
- 84.2 - 鳥取、石川
- 83.7 - 岩手、東京、長野、熊本、宮崎
- 83.2 - 千葉、福島、長崎
- 82.6 - 静岡、山形、奈良、群馬、愛媛、兵庫、愛知、和歌山
- 82.1 - 新潟、埼玉、山梨、島根、佐賀、全国平均、公立平均
- 81.6 - 岐阜、鹿児島、高知、大分、徳島
- 81.1 - 神奈川、栃木、宮城、福岡、三重
- 80.5 - 滋賀、岡山、山口、大阪、
- 80.0 - 茨城
- 76.8 - 北海道
- 76.3 - 沖縄

##### 小学算数B
- 68.6 - 秋田
- 67.9 - 福井
- 67.1 - 香川、山口
- 66.4 - 青森、富山、京都
- 65.7 - 東京
- 65.0 - 鳥取、千葉、愛知
- 64.3 - 石川、長野、奈良、岐阜
- 63.6 - 岩手、熊本、宮崎、静岡、山形、愛媛、兵庫、新潟、埼玉、徳島、神奈川、全国平均、公立平均
- 62.9 - 群馬、和歌山、島根、茨城
- 62.1 - 福島、長崎、山梨、佐賀、栃木、滋賀、岡山
- 61.4 - 広島、鹿児島、宮城、福岡、三重
- 60.7 - 高知、大分、大阪
- 58.6 - 北海道
- 54.3 - 沖縄

#### 中学校
中学校3年生対象の調査結果は以下のとおり。（　）内は正答率の都道府県順位。

##### 中学国語A（全国平均82%）
- 上位5県 - 富山(1)、秋田(2)、福井(3)、山形(4)、石川・青森（同率5）
- 下位5県 - 北海道・佐賀（同率42）、和歌山(44)、大阪(45)、高知(46)、沖縄(47)

##### 中学国語B（全国平均72%）
- 上位5県 - 富山・秋田・福井（同率1）、山形・石川・岐阜・静岡（同率4）
- 下位5県 - 滋賀(43)、和歌山(44)、大阪(45)、高知・沖縄（同率46）

##### 中学数学A（全国平均73%）
- 上位5県 - 福井(1)、秋田(2)、富山(3)、徳島(4)、石川・香川（同率5）
- 下位5県 - 大阪(43)、岩手(44)、北海道(45)、高知(46)、沖縄(47)

##### 中学数学B（全国平均61%）
- 上位5県 - 福井(1)、富山(2)、秋田・石川・岐阜（同率3）
- 下位5県 - 岩手(43)、北海道(44)、大阪(45)、高知(46)、沖縄(47)